# Albert Capellani

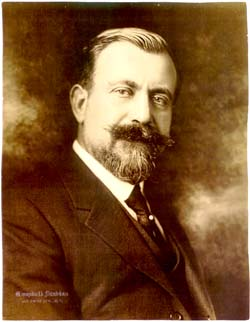
El cineasta Albert Capellani. La foto tal vez sea de los años 10.

Albert Capellani (París, 23 de agosto de 1874 - ibíd., 26 de septiembre de 1931) fue un director de cine, productor y guionista francés del periodo mudo. 

## Vida
Inició su carrera como actor y llegó en 1905 a director de Pathé Frères como uno de los realizadores del equipo de Ferdinand Zecca. Realiza un enorme número de películas, sobre todo adaptaciones de cuentos, como La gallina de los huevos de oro (1905), de cuyos efectos especiales se encargó Segundo de Chomón y en la que tomó parte Gaston Velle (1868 - 1953), y Riquet à la houppe (1908); y también de novelas: Los miserables (1911) y Germinal (1913), largometraje este último que llegaba a las tres horas y media de duración.
En 1914, el inicio de la Primera Guerra Mundial detiene la producción de Pathé, y Capellani marcha a los Estados Unidos, donde permanecerá hasta su vuelta a Francia en 1923.

## Obra
Algunas copias de sus películas se conservan en la Filmoteca Nacional de Francia. Entre ellas, destacan estas:
- Aladin ou la lampe merveilleuse (1906). La trama gira alrededor del célebre cuento de Aladino incluido en Las mil y una noches.
- Peau d'âne (1908), sobre el cuento popular Piel de asno según la versión escrita por Charles Perrault en Cuentos de Mamá Ganso. Jacques Demy haría una versión de la película en los años 70.
- Les mystères de Paris (1908): la primera adaptación cinematográfica de la famosa novela folletinesca de 10 tomos publicada por Eugène Sue en el Journal des débats desde el 19 de junio de 1842 hasta el 15 de octubre de 1843.[5]
- La belle et la bête (1909): una de las primeras recreaciones cinematográficas de la obra maestra de Jeanne-Marie Leprince de Beaumont: su versión del cuento de hadas La Bella y la Bestia.
- Les misérables (1909) es su primer acercamiento al espíritu de Víctor Hugo, y el film que lo consagró como director para la incipiente industria del cine francés de la época.
- L'Assommoir (1906): adaptación para la pantalla de la obra homónima de Émile Zola (en español, La taberna), publicada en el séptimo volumen de Les Rougon-Macquart.
- Germinal (1913): tercera adaptación cinematográfica de la novela homónima de Zola.
- La Glu (1913), basada en una novela melodramática de 1881 escrita por Jean Richepin.